# Olympique Dcheïra
Olympique Dcheïra – marokański klub piłkarski z siedzibą w mieście Dcheïra-El Jihadia. W sezonie 2025/2026 występuje w GNF 1. 

## Opis
Klub został założony w 1940 roku. Klub zadebiutował w GNF 2 w sezonie 2014/2015, zajmując 13. miejsce. Następnie był sklasyfikowany na dwukrotnie ósmym, piątym i dwukrotnie trzecim miejscu. Klubem zarządza w sezonie 2025/2026 Mohamed Afellah. Zespół gra na Stade Ahmed Fana, który może pomieścić 5000 widzów.